# 이혼률사
《이혼률사》(离婚律师)는 2014년 방송되었던 중국의 드라마이다.

## 소개
- 사랑을 믿지 않는 이혼 전문 변호사의 이야기

## 등장 인물
- 우슈보 - 취하이쑹 역
- 야오천 - 뤄리 역
- 장멍 - 자오옌옌 역
- 가경휘 (Marc Jia) - 판샤오겅 역
- 주강일요 (朱剛日尧) - 예췬 역
- 주인 (朱茵) - 리춘화 역
- 진염 (秦焰) - 뤄웨이 역
- 위안란 - 석강 역
- 매홍매 (买红妹) - 시아펑차오 역
- 왕경춘 (王景春) - 정티엔야 역
- 저천충 (褚栓忠) - 구웨이 역
- 오요요 (吴浇浇) - 우이 역
- 조량 (赵亮) - 퉁다하이 역
- 악홍 (岳红) - 먀오진시우 역
- 리천 - 리천 역
- 엽자기 (叶子淇) - 샤오예 역
- 도송암 - 친령 역
- 장시린 - 극품장부 역